# وایت سالمان (واشینگتن)
وایت سالمان (به انگلیسی: White Salmon) شهری در شهرستان کلیکیتات ایالت واشنگتن است که در سرشماری سال ۲۰۱۰ میلادی، ۲۲۲۴ نفر جمعیت داشته است.